# Junior Braithwaite
Junior Braithwaite (* 4. April 1949 in Kingston; † 2. Juni 1999 ebenda; eigentlich Franklin Delano Alexander Braithwaite) war ein jamaikanischer Sänger. Er erhielt seinen Namen vom US-amerikanischen Präsidenten Franklin D. Roosevelt.
Braithwaite wuchs in den Ghettos von Kingston auf. Er lernte dort Bob Marley, Peter Tosh, Bunny Wailer kennen. Dank der Hilfe von Roy Wilson, Braithwaites Stiefbruder, und Joe Higgs konnte er beim jamaikanischen Produzenten Coxsone Dodd vorsingen, wo er zusammen mit Marley, Tosh, Wailer, Beverley Kelso und Cherry Smith als The Wailing Wailers deren erster Hit Simmer Down produzierte. Braithwaite war damals erst 13 Jahre alt und übernahm den Part des ersten Tenors. In der Folge sang Braithwaite den Hauptpart im Song It Hurts To Be Alone und einigen weiteren Songs und machte mit den Wailers einige Konzerte in Jamaika.
1965 wanderte er mit seiner Familie von Jamaika in die USA aus, wodurch er auch die Wailers, die in der Folge durch Tosh, Wailer und vor allem Marley weltbekannt wurden, verließ. In Amerika setzte Braithwaite seine schulische Ausbildung in einer katholischen High School fort und ging danach an die Universität von Chicago für ein Medizinstudium. Er sang auch weiterhin in kleineren lokalen Reggaeformationen in den 1970ern, als Marley mit den Wailers international erfolgreich wurde.
1981 flog Braithwaite zurück nach Jamaika, als er von Marley zu einem Treffen der „Ur-Wailers“ eingeladen worden war. Er versuchte, bei Marley Unterstützung für seine Musikerkarriere zu erhalten. Marley war damals schon todkrank und wollte noch vor seinem Tod mit den „Ur-Wailers“ in den Tuff-Gong-Studios musizieren. Als Marley auf dem Rückflug von Deutschland in Miami verstarb, verblieb Braithwaite eine Weile bei Bunny Wailer und Alvin Patterson, dem Perkussionisten der damaligen Wailers, bevor er wieder nach Chicago zurückkehrte. 1984 versuchte Bunny Wailer durch das „Never Ending Wailers“-Projekt, die „Ur-Wailers“ wieder zusammenzubringen und lud Tosh, Braithwaite, Kelso und Smith zu sich ein; ein Album wurde produziert, die Wiedervereinigung manifestierte sich jedoch nie, auch weil Tosh damals auf Tour war und durch seine Zusammenarbeit mit den Rolling Stones als Solokünstler immer erfolgreicher wurde.
Braithwaite probierte einige Male, eine Musikerkarriere zu starten, scheiterte aber trotz seiner musikalischen Vielfältigkeit (er konnte auch Gitarre, E-Bass und Keyboard spielen) stets wegen Geldmangels. Im August 1984 trat er mit Bunny Wailer und Beverley Kelso im Madison Square Garden als Überraschungsgast auf. Zuletzt versuchte er 1997, seine Solokarriere in Jamaika nochmals zu starten.
Braithwaite war Gläubiger der Rastafari-Lehre. Er wurde 1999 in Kingston von drei Männern erschossen.